# Hematofanita
L'hematofanita és un mineral de la classe dels halurs, que pertany al grup de les perovskites no estequiomètriques. Rep el seu nom presumiblement en al·lusió al color vermell com la sang en llum transmesa.

## Característiques
L'hematofanita és un halur de fórmula química Pb₄Fe₃O₈(OH,Cl). Cristal·litza en el sistema tetragonal. La seva duresa a l'escala de Mohs es troba entre 2 i 3.
Segons la classificació de Nickel-Strunz, l'hematofanita pertany a «03.DB: Oxihalurs, hidroxihalurs i halurs amb doble enllaç, amb Pb, Cu, etc.» juntament amb els següents minerals: rickturnerita, diaboleïta, pseudoboleïta, boleïta, cumengeïta, bideauxita, cloroxifita, asisita, parkinsonita, murdochita i yedlinita.

## Formació i jaciments
Va ser descoberta a la mina Jakobsberg, al districte de Nordmark, situat dins el municipi de Filipstad, a Värmland, Suècia. També ha estat descrita a Süß, a l'estat de Hessen, a Alemanya; i a la mina Kombat, a la regió d'Otjozondjupa, a Namíbia. Només ha estat descrita en aquests tres indrets en tot el planeta.